# Frasera fastigiata
Frasera fastigiata là một loài thực vật có hoa trong họ Long đởm. Loài này được (Pursh) A.Heller mô tả khoa học đầu tiên năm 1897.